# Mike Silliman
Michael Barnwell « Mike » Silliman, né le 5 mai 1944 à Louisville, dans le Kentucky, décédé le 16 juin 2000 à Louisville, est un ancien joueur américain de basket-ball. Il évolue au poste d'ailier.

## Palmarès
- Champion olympique 1968